# Le avventure di Jim Bottone
Le avventure di Jim Bottone (titolo originale in tedesco Jim Knopf und Lukas der Lokomotivführer) è un romanzo fantasy per bambini scritto da Michael Ende, pubblicato nel 1960. In Italia la prima pubblicazione fu nella collana Il Martin Pescatore della Vallecchi nel 1962 con il titolo Un ferroviere e mezzo. Il libro incontrò un enorme successo. Due anni più tardi uscì il seguito La terribile banda dei tredici pirati. Michael Ende originariamente aveva scritto l'intera storia tutta d'un fiato ma la casa editrice preferì suddividere il testo in due parti poiché altrimenti il libro sarebbe risultato troppo grande. Questo particolare venne raccontato da Ende stesso durante un'intervista televisiva del 1990 condotta da Blacky Fuchsberger. In quell'occasione raccontò inoltre che la creazione del libro fu del tutto casuale. L'autore narra che passeggiando in città incontrò un vecchio amico che gli disse che aveva l'intenzione d'illustrare un racconto per bambini ma che gli mancava il racconto. Ende accettò di scriverlo lui e fu così che nacque l'intera storia.

## L'ambientazione
Sebbene l'ambientazione del romanzo e del suo seguito faccia riferimento a località esistenti essa è puramente fittizia. Anche dei luoghi reali, come la Cina (che nelle edizioni più recenti viene chiamata Mandala) viene data una descrizione molto fiabesca. Altri luoghi sono ispirati da altri racconti e leggende, come gli Scogli Magnetici (presi dai Viaggi di Sindbad il Marinaio), altri ancora inventati direttamente dall'autore. E anche dal punto di vista cronologico viene intenzionalmente creata un'atmosfera di anacronismo: così, mentre la Cina è descritta ancora come antico impero, si possono però trovare anche invenzioni di epoche successive, come la ferrovia a vapore, il telefono e il chewing-gum.

## Trama diLe avventure di Jim Bottone
La storia si apre in una minuscola isola chiamata Speropoli, che ospita solo un piccolo castello, una stazione ferroviaria con dei binari che corrono tutto intorno all'isola, un emporio, una piccola casa, un re, due sudditi, una locomotiva chiamata Emma e un macchinista di nome Luca. Un giorno il postino (che deve venire per nave) scarica un pacco, il cui indirizzo è quasi illeggibile, il mittente si è firmato con un grosso 13 e il destinatario indicato è una certa Signora Zanna. Dopo un'inutile ricerca dei destinatari per tutta l'isola, il pacchetto viene aperto e con grande stupore di tutti al suo interno viene trovato un bambino nero. Superata la sorpresa, gli abitanti dell'isola decidono di adottare il bambino e chiamarlo Jim Bottone.
Man mano che Jim cresce, però, il re Alfonso inizia a preoccuparsi, perché l'isola di Speropoli è troppo piccola per un altro abitante adulto, per cui invita Luca ad allontanare la sua locomotiva Emma. Ma il macchinista dichiara di non potersi separare da Emma, che per lui è una fedele compagna, per cui decide di andarsene con lei. Pure Jim però si è col tempo molto affezionato a Luca ed Emma, sognando di diventare un giorno anche lui un ferroviere, per cui decide di scappare con loro durante la notte, a bordo della stessa locomotiva, che viene improvvisata come nave.
I tre amici raggiungono le coste dell'impero cinese (o mandalano, come viene chiamato nelle edizioni più recenti), e nella capitale Ping fanno amicizia col piccolo Ping Pong. Questi li informa che Li Si, la figlia dell'imperatore, è stata rapita, ma con un messaggio in bottiglia è riuscita a rivelare il luogo della sua prigionia: la Città dei Draghi. Quest'ultima si trova nella terra di Disperopoli e a tenere prigioniera la principessa, assieme a molti altri bambini rapiti da varie parti del mondo, è una malvagia dragonessa di nome Signora Zanna. I protagonisti intendono che anche Jim anni prima fu rapito per essere venduto a questa Signora Zanna e che finì a Speropoli solo per un equivoco del postino. Jim e Luca decidono quindi di raggiungere la Città dei Draghi e liberare Li Si e gli altri bambini.
Jim e Luca, sempre a bordo di Emma, affrontano un viaggio lungo e avventuroso, durante il quale fanno amicizia con svariate bizzarre creature, come il signor Tur Tur (un "gigante apparente", che appare grandissimo solo da lontano, ma in realtà è un uomo pacifico e gentile) e il mezzo-drago Asdrubale. Introdottisi nella Città dei Draghi, irrompono nella "scuola" dove la Signora Zanna tiene prigionieri i bambini rapiti ed Emma riesce a sopraffarla e catturarla. Con a bordo il drago e i bambini liberati, Jim e Luca ridiscendono il Fiume Giallo e fanno ritorno a Ping, ove vengono accolti come eroi. La Signora Zanna viene rinchiusa in una pagoda, ma, riconoscente verso Jim per averle risparmiato la vita, gli annuncia che presto si addormenterà e muterà in un Drago Dorato della Saggezza; fin da subito però gli svela come poter tornare a casa a Speropoli, indirizzandolo verso un'isoletta mobile sperduta nel mare, che, se unita alla piccola Speropoli, risolverà i problemi abitativi di Jim. I protagonisti fanno quindi ritorno a casa, Jim si fidanza con Li Si e dai festanti abitanti di Speropoli riceve in regalo una piccola locomotiva di nome Molly.

## Il seguito:La terribile banda dei Tredici Pirati
Il seguito de Le avventure di Jim Bottone uscì in Germania nel 1962 con il titolo Jim Knopf und die Wilde Dreizehn ("Jim Bottone e i Selvaggi Tredici").
Poco tempo dopo la conclusione degli eventi del precedente libro, Jim e Luca, assieme alle rispettive locomotive, ripartono all'avventura. Prima reclutano il signor Tur Tur, perché diventi il faro dell'isola di Speropoli. Poi, su richiesta della sirena Sursulapitschi e di suo padre, il re del mare, si recano agli Scogli Magnetici. Aggiustato il meccanismo che li fa funzionare, Luca utilizza dei magneti e riesce a trasformare la sua locomotiva Emma in un "perpetuum mobile", ora capace anche di volare. Purtroppo però, a causa della forza d'attrazione magnetica, i due amici sono costretti ad andarsene a bordo di Emma e lasciare indietro Molly. E quando successivamente fanno ritorno, Jim e Luca scoprono con costernazione che la piccola locomotiva è stata rubata dai Tredici Pirati. Costoro sono una banda di tredici fratelli, che nel precedente libro avevano fatto affari con la Signora Zanna, rapendo bambini in giro per il mondo e vendendoli alla dragonessa.
I protagonisti quindi fanno ritorno a Ping per chiedere aiuto proprio alla Signora Zanna, ora trasformatasi nel Drago Dorato della Saggezza, ma questa per il momento fornisce delle indicazioni piuttosto enigmatiche su come fare a sconfiggere i pirati. L'imperatore fornisce a Jim e Luca una nave e un equipaggio per la battaglia, e a loro insaputa anche Li Si, che vuole partecipare all'avventura, si introduce clandestinamente a bordo. In mare si giunge allo scontro e i Tredici Pirati hanno la meglio: la nave imperiale viene distrutta e l'equipaggio, inclusi Luca e Li Si, fatto prigioniero, mentre i bucanieri lasciano affondare la locomotiva Molly, che ancora avevano a bordo; solo Jim riesce a scampare alla cattura, nascondendosi sulla nave pirata. Al covo della banda, Jim riesce a sovvertire la situazione comprendendo il senso di un misterioso suggerimento che gli aveva dato il Drago della Saggezza: sottrae di nascosto la stella dal cappello del comandante, sicché i Tredici Pirati, che fra di loro si somigliano fortemente e sono di per sé piuttosto ottusi, iniziano una violenta rissa per stabilire chi sia il vero capo e si mettono così fuori combattimento.
Jim nel frattempo libera i suoi amici e imprigiona i pirati, che, vedendo la stella del capitano in suo potere e ammirandolo per essere riuscito a sconfiggerli, si pongono ai suoi ordini. Fatto ritorno a Ping, il Drago della Saggezza rivela l'intera verità: Jim è in realtà Myrrhen, principe del regno perduto di Jamballa, abbandonato in mare in un cesto quando il suo paese fu sommerso e pescato fortunosamente dai Tredici Pirati (che in realtà sono dodici, ma avevano sempre sbagliato a contarsi), che lo impacchettarono e spedirono a Disperopoli; inoltre esiste un modo per riportare in superficie Jamballa, facendo affondare al suo posto l'isola che costituisce il covo dei bucanieri. Riuscito nell'impresa con l'aiuto dei dodici ex-pirati, Jim viene acclamato sovrano di Jamballa e sposa Li Si. Infine gli viene resa la locomotiva Molly, recuperata dagli abissi marini dalla sirena Sursulapitschi e trasformata in cristallo lucente e indistruttibile da Uschaurischuum, il di lei sposo.

## Personaggi
- Jim Bottone (Jim Knopf): è l'eroe della storia, ma divide la “gloria” con il suo miglior amico Luca, il Ferroviere, di cui è ancora apprendista, ma anche brillante braccio destro. Cresce a Speropoli sotto le cure della signora Coosa e vuole diventare anche lui ferroviere, ma presto si accorge che il suo destino va ben oltre. Il suo nome deriva dall'abitudine di scucirsi un buco nei pantaloni ogni volta che si scatena; dopo molti rammendi, la signora Coosa attacca al buco un bottone, così che possa essere soltanto aperto e non scucito ogni volta.

- Luca (Lukas): il ferroviere di Speropoli è l'amico più caro di Jim e, mentre Jim rappresenta la gioventù avventurosa, lui è l'uomo esperto e pratico, che riesce a risolvere quasi ogni problema tecnico. È molto forte ed è un artista nello sputo (compreso quello a cerchio). Il suo marchio inconfondibile è la pipa, che fuma nei momenti di tensione.

- Principessa Li Si: la figlia dell'imperatore cinese è piuttosto testarda, specialmente quando si tratta di disciplina. Tuttavia, ammira Jim per il suo coraggio e la sua intelligenza, anche se lui (per gran parte della storia) si rifiuta di imparare a leggere e a scrivere, attività in cui lei è già molto abile.

- Emma e Molly: le locomotive di Jim e Luca. Emma è descritta come molto sensibile ed esprime i suoi sentimenti tramite fischi e soffi, anche se spesso non capisce perché il suo proprietario, Luca, si trovi in un certo stato d'animo.

- La signora Coosa (Frau Waas): proprietaria di un negozio a Speropoli e madre adottiva di Jim. Lo ama teneramente e di conseguenza è sempre preoccupata quando lui è via per le sue avventure. Ha una particolare abilità nel cucinare dolci, soprattutto gelati e Gugelhupf.

- Re Alfonso un Quarto alle Dodici (König Alfons der Viertel-vor-Zwölfte): il re di Speropoli, chiamato così dall'ora in cui era nato e a cui si mostra ai sudditi durante le vacanze. È ben disposto, ma può diventare molto nervoso nei momenti di stress.

- Il signor Manica (Herr Ärmel): il suddito di Speropoli simbolicamente senza faccia, perché non ha occupazioni specifiche; lo si vede per lo più a spasso con un cappello a bombetta e un ombrello sottobraccio. Tuttavia, è molto gentile ed educato, e piuttosto benaccetto agli altri abitanti dell'isola.

- Tur Tur, il gigante apparente, è una persona dolce e modesta, tristemente sola perché tutti lo vedono come un gigante da lontano. Così, vive in un'oasi nel Deserto della fine del mondo ed è vegetariano.

C'è un profondo significato dietro a questa figura: gli sconosciuti ci sembrano giganti da lontano perché non li conosciamo bene. Tur Tur è un invito a conoscersi meglio l'un l'altro e a capire meglio il mondo, così che le distanze si accorcino e non ci si veda più l'un l'altro come giganti.
- Asdrubale (Nepomuk): mezzo drago dalla nascita (sua madre era un ippopotamo), ha ereditato alcuni tratti dal lato materno e così non è accettato dai draghi purosangue di Disperopoli, come tutti i suoi compagni mezzo-draghi. Nonostante ciò, cerca di comportarsi come un vero drago: cattivo e terrorizzante – ma non gli riesce molto bene.

- Ping Pong: un ragazzo cinese molto giovane e al tempo stesso molto piccolo alto come una pallina da ping pong. Pur avendo poco più di un anno, alto quanto la mano di un uomo, è tuttavia capace di pensare e comportarsi come un adulto (una descrizione stereotipata dei cinesi[1]). È uno dei numerosi discendenti del capocuoco dell'imperatore; dopo aver salvato Jim e Luca da un perfido ministro, è nominato Primo Ministro della Cina (Capo Bonzo) dall'Imperatore – un ruolo che svolge in modo sorprendentemente abile.

- La signora Zanna (Frau Mahlzahn): drago purosangue e principale “cattiva” della storia, chiamata così dall'unica zanna che sporge dalle sue lunghe fauci. È sapiente, ma come tutti i draghi ama tormentare i più deboli con i suoi poteri; in particolare, dirige una scuola per bambini a Disperopoli.

- I Tredici Pirati (Die Wilde Dreizehn): una banda di pirati del tutto identici per aspetto e capacità. Terribili uomini di mare, ma non molto brillanti e di scarsa educazione (ognuno di loro conosce una sola lettera dell'alfabeto); così, sono sempre alla ricerca di una guida. Descritti all'inizio come antagonisti, si trasformano in personaggi chiave per la storia nel seguito La terribile banda dei tredici pirati.

## Altri media
- Entrambe le storie di Jim Bottone sono state portate sullo schermo dalla Augsburger Puppenkiste (“Il teatro delle marionette di Augusta”), una compagnia specializzata nel tradurre storie in spettacoli di marionette negli anni sessanta e settanta.
- Nel 1996 una co-produzione franco-tedesca ha creato un cartone di 52 episodi, chiamato semplicemente Jim Bottone. Tuttavia, la storia differiva molto dai romanzi, introducendo nuovi personaggi e ambientazioni.
- Nel 2018 è stato distribuito il film Le avventure di Jim Bottone, basato sul primo volume, mentre nel 2020 Jim Knopf und die Wilde 13, basato sul secondo.

## Cina e Mandala
Nell'edizione originale lo stato era chiamato Cina. Nelle edizioni successive fu cambiato in “Mandala”, presumibilmente a causa degli stereotipi sul popolo cinese.